# Weltbrand (1920)
Weltbrand ist der erste Teil des zweiteiligen Stummfilms Christian Wahnschaffe, den Urban Gad in Berlin 1920/21 für die Ende 1919 gegründete Terra Film realisierte. Der Titel des zweiten Teils lautet Die Flucht aus dem goldenen Kerker (1921). Dem Drehbuch von Hans Behrendt und Bobby E. Lüthge lag der 1919 bei S. Fischer erschienene zweibändige Roman Christian Wahnschaffe von Jakob Wassermann zugrunde. Die Titelrolle spielte Conrad Veidt, seinen Gegenspieler gab Fritz Kortner. Die weibliche Hauptrolle bekam die norwegische Tänzerin und Schauspielerin Lillebil Ibsen.

## Handlung
Christian Wahnschaffe ist zwar der Sohn eines reichen Fabrikanten, doch er ist idealistisch eingestellt. Als es in Russland, wo Reichtum und Armut einander unversöhnlich gegenüberstehen,  1905 zur ersten Revolution kommt, begegnet er dort dem Anarchisten Iwan Becker. Der nimmt Christian mit zu seinen aufständischen Freunden und kann ihn auch bald für seine Ideen begeistern. Die ebenfalls in Anarchistenkreisen verkehrende Tänzerin Eva Sorel aber, der wichtige Geheimpapiere anvertraut sind, verrät, ohne es zu wollen, die Bewegung, sodass der Aufstand bereits im Anfang niedergeschlagen wird.

## Hintergrund
Der Film wurde von der Terra-Film A.G. Berlin produziert. Den Erstverleih übernahm die Terra Filmverleih GmbH. Berlin, die Filmbauten errichtete Robert A. Dietrich. An der Kamera stand Max Lutze.
Weltbrand lag am 26. Oktober 1920 der Prüfstelle vor und passierte unter der Prüf-Nr. B 00644.
Zur ersten Aufführung am 6. November richtete die Terra-Filmgesellschaft im noblen Grand Hotel Esplanade am Potsdamer Platz einen „Film-Gesellschaftsabend“ aus, bei welchem „das geistige Berlin, die Presse, die Film- und Finanzwelt“ und „selbst die Politik“ vertreten waren. Karl Muck dirigierte die von Giuseppe Becce zusammengestellte Kinomusik; es spielten Mitglieder des Orchesters der Staatsoper. Bei den regulären Vorstellungen im Kino leitete Alexander Schirmann das Orchester.
Weltbrand wurde am 12. November 1920 in Berlin im Kino Schauburg uraufgeführt.
Die Murnau-Stiftung gibt die Länge des Films mit 2.083 Metern (77 Minuten) an. Die im Bundesarchiv-Filmarchiv erhaltene Kopie (BSP 25447-4) hat eine Länge von 1.074 Metern.

## Rezeption
Der Film wurde besprochen in: Der Kinematograph, Nr. 722, vom 14. November 1920 und in der Lichtbild-Bühne, Nr. 46, vom 13. November 1920. In der Illustrierten Filmwoche  Nr. 46/47, 8. Jg. 1920 ist ein Bericht über den Film enthalten, der die beiden Hauptdarsteller Conrad Veidt und Fritz Kortner herausstellt.